# L'Hebdo du médiateur
L'Hebdo du médiateur est un magazine d'information diffusé sur France 2 tous les samedis entre le 7 novembre 1998 et le 28 juin 2008.

## Historique
À l'origine rubrique du journal de la mi-journée du samedi sur France 2, entre septembre et début novembre 1998, ce magazine hebdomadaire devient une émission à part entière à partir du 7 novembre 1998, faisant suite au journal de 13 heures.
Animée par le médiateur de la rédaction de France 2, elle se propose de relayer les remarques, les questions ou les critiques des téléspectateurs concernant le traitement de l'actualité sur la chaîne et d'y répondre en compagnie de professionnels de l'information.
Lors de sa création, il s'agissait d'une grande première dans l'audiovisuel car, jusqu'ici, aucun média hormis dans la presse écrite (notamment Le Monde) ne possédait de service de médiation,.